# راؤول بوباديلا
راؤول مارسيلو بوباديلا (بالإسبانية: Raúl Bobadilla)‏ (مواليد 18 يونيو 1987 في بوينس آيرس - الأرجنتين) لاعب كرة قدم أرجنتيني يلعب حاليا لصالح نادي الدرجة الأولى بوروسيا مونشنغلادباخ الألماني منذ 2009 في مركز المهاجم. .

## روابط خارجية
- راؤول بوباديلا على موقع قاعدة بيانات كرة القدم.إي يو (الإنجليزية)
- راؤول بوباديلا على موقع بيانات كرة القدم. دي إي (الألمانية)
- راؤول بوباديلا على موقع ناشيونال فوتبول تيمز (الإنجليزية)
- راؤول بوباديلا على موقع Soccerway.com (الإنجليزية)
- راؤول بوباديلا على موقع عالم كرة القدم.نت (الإنجليزية)
- راؤول بوباديلا على موقع كووورة
- راؤول بوباديلا على موقع AS.com (الإسبانية)